# Greensburg (Pennsilvània)
Greensburg és una població dels Estats Units a l'estat de Pennsilvània. Segons el cens del 2000 tenia 15.889 habitants.

## Demografia
Segons el cens del 2000, Greensburg tenia 15.889 habitants, 7.144 habitatges, i 3.922 famílies. La densitat de població era de 1.446,9 habitants per quilòmetre quadrat.
Dels 7.144 habitatges en un 24,1% hi vivien nens de menys de 18 anys, en un 39,3% hi vivien parelles casades, en un 12,8% dones solteres, i en un 45,1% no eren unitats familiars. En el 39,2% dels habitatges hi vivien persones soles el 15,4% de les quals corresponia a persones de 65 anys o més que vivien soles. El nombre mitjà de persones vivint en cada habitatge era de 2,11 i el nombre mitjà de persones que vivien en cada família era de 2,85.
Per edats la població es repartia de la següent manera: un 20,2% tenia menys de 18 anys, un 10% entre 18 i 24, un 27,9% entre 25 i 44, un 22,6% de 45 a 60 i un 19,3% 65 anys o més.
L'edat mediana era de 39 anys. Per cada 100 dones de 18 o més anys hi havia 76,1 homes.
La renda mediana per habitatge era de 30.324 $ i la renda mediana per família de 41.112 $. Els homes tenien una renda mediana de 33.306 $ mentre que les dones 24.246 $. La renda per capita de la població era de 18.312 $. Entorn del 10,8% de les famílies i el 13,6% de la població estaven per davall del llindar de pobresa.

## Poblacions més properes
El següent diagrama mostra les poblacions més properes.